# 돌부추
돌부추는 부추속의 여러해살이풀이다. 한국 고유종으로, 한반도에 분포한다.